# 그리니치빌리지

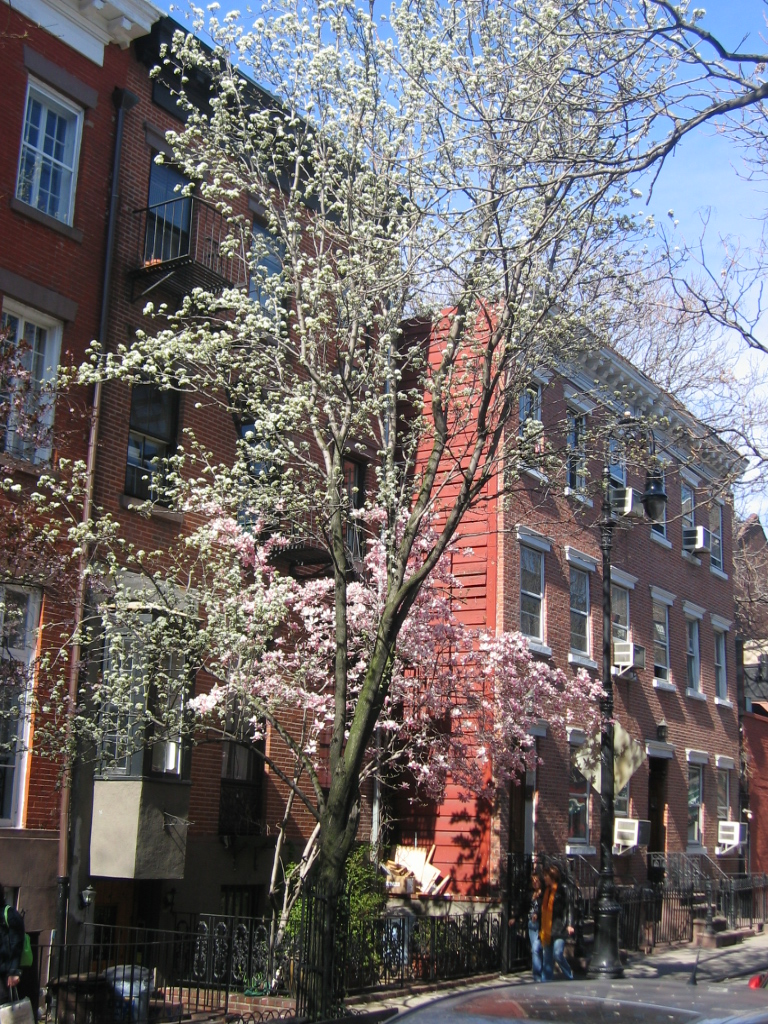
그리니치빌리지

그리니치빌리지(Greenwich Village) 또는 약칭 빌리지(the Village)는 뉴욕 로어맨해튼 서쪽에 위치한 지역으로, 북쪽으로는 14번가, 동쪽으로는 브로드웨이, 남쪽으로는 하우스턴가, 서쪽으로는 허드슨강이 경계를 이룬다. 그리니치빌리지에는 7번가 서쪽의 웨스트빌리지와 그리니치빌리지 북서쪽 모퉁이의 미트패킹 지구를 포함한 여러 하위 구역이 있다.
이 지역의 이름은 "녹색 지구"를 의미하는 네덜란드어 '흐룬베이크'(Groenwijck)에서 유래했다. 20세기에 그리니치빌리지는 예술가들의 안식처이자 보헤미안의 수도, 현대 성소수자 운동의 요람, 그리고 비트 세대와 1960년대 반문화 운동의 동부 발상지로 알려졌다. 그리니치빌리지에는 워싱턴 스퀘어 공원과 뉴욕 대학교(NYU), 뉴 스쿨이라는 뉴욕시의 사립대학 두 곳이 자리 잡고 있다. 근래에는 힙스터들과 연관되어 있다.
그리니치빌리지는 맨해튼 제2 커뮤니티 지구에 속해 있으며, 뉴욕시 경찰국 제6관할구의 관할 구역이다. 그리니치빌리지는 광범위한 젠트리피케이션과 상업화를 겪었다. 《포브스》에 따르면 2014년 기준으로 빌리지를 구성하는 4개의 우편번호 구역(10011, 10012, 10003, 10014)이 모두 미국에서 중간 주택 가격이 가장 비싼 10개 구역에 포함되었으며, 2017년에는 웨스트 빌리지 지역의 주거용 부동산 판매 가격이 일반적으로 평방 피트당 2,100달러(평방미터당 23,000달러)를 초과했다.

## 같이 보기
- 빌리지 피플

## 주해
1. ↑  네덜란드가 이 지역을 통치하던 시기에, 빌리지는 '노르트베이크'(네덜란드어: Noortwyck, '북부 지구'라는 뜻으로, 맨해튼섬의 원래 정착지 북쪽에 위치했기 때문에 이렇게 불렸다)라고 불렸다. (뉴네덜란드 식민지는 1664년 영국군에 의해 점령되었다.) 1670년대에 이 빌리지로 이주한 네덜란드 정착민 옐리스 맨더빌은 자신이 이전에 살았던 롱아일랜드의 정착지를 따서 이곳을 '흐룬베이크'라고 불렀다.[2]